# محطة قطار أيرلام
محطة قطار أيرلام (بالإنجليزية: Irlam railway station)‏‏ هي محطة قطار في المملكة المتحدة، تُشغلها قطارات إيست ميدلاند. افتُتحت هذه المحطة في 1873، ويبلغ عدد مسارات أرصفتها 2.